# MySejahtera
MySejahtera（部分中文媒体翻译为“吾安”）是因马来西亚2019冠狀病毒病疫情而研发的应用程序。

## 开发与管理者
MySejahtera的开发商和实际持有者是在新加坡注册的公司Entomo Malaysia（前身为KPISoft Malaysia，于2021年2月24日宣布易名），Entomo Malaysia后来以3亿3860万令吉出售MySejahtera给MySJ公司（于2020年9月23日成立）和另一个MySJ的股东Revolusi Asia公司营运，授权协议为2020年10月6日，其服务期为5年3个月至2025年12月31日。

## 功能

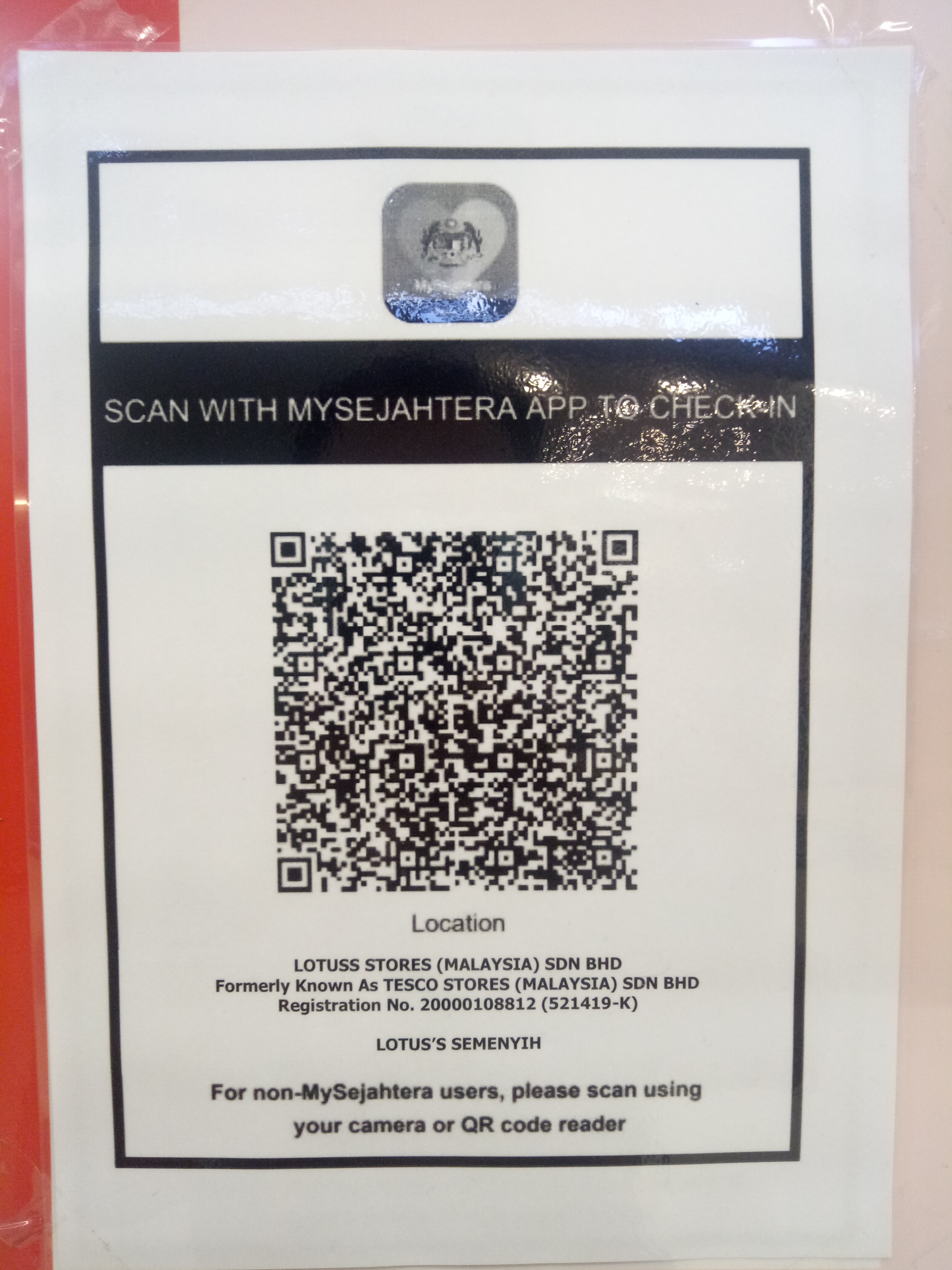
某商店供顾客扫描的MySejahtera二维码，以作为登记记录。

MySejahtera應用程式的主要功能是協助政府管理和減緩新冠肺炎擴散，允許使用者在疫情爆發期間監控他們的健康情況，幫助使用者在被診斷出患有新冠肺炎時立即尋求治療並説明找到最近的醫療機構進行篩查和治療。這個應用程式在馬來西亞還廣泛用來在訪問新地方時通過二維碼掃描登記，還用於自願註冊2019冠状病毒病疫苗接种计划。

### 詳細功能
- 扫描二维码以作为登记记录
- 健康申報
- 查看热点
- 诊所预约
- 疫苗接种登记
- 查看住家附近（1公里）過去14天内的确诊病例及每日确诊病例
- 個人COVID-19風險狀態
- 注册施打2019冠状病毒病疫苗
- COVID-19篩檢報告
- COVID-19免疫證書